# Hermann Heimpel
Hermann Heimpel (ur. 19 września 1901 w Monachium, zm. 23 grudnia 1988 w Getyndze) – niemiecki historyk i pedagog.

## Życiorys
Hermann Heimpel urodził się w protestanckiej rodzinie jako syn inżyniera pracującego na kolei. Uczęszczał do humanistycznego gimnazjum Theresien-Gymnasium w Monachium, któremu poświęca odrębny rozdział w swojej autobiograficznej powieści Die halbe Violine (wyd. 1949). Po zakończeniu pierwszej wojny światowej wstąpił do organizacji Freikorps, założonej przez Franza von Epp. W 1924 roku doktoryzował się u Georga von Below. W 1927 habilitował się u Heinricha Finke, Georga von Below i Gerharda Rittera. W końcu otrzymał stanowisko asystenta naukowego u Gerharda Rittera. Od 1931 roku był profesorem we Fryburgu, od 1934 roku w Lipsku, a od 1941 na „Reichsuniversität Straßburg” w Strasburgu. Jego rola w okresie narodowego socjalizmu jest bardzo kontrowersyjna. Wobec panującego systemu zachowywał się należycie i jak twierdził już w 1933 roku polityk NS Richard Walter Darré „ wszedł na właściwą drogę”. Jednak Heimpel nie wstąpił do NSDAP.
Od 1947 do 1966 roku był profesorem historii średniowiecznej i nowożytnej na uniwersytecie w Getyndze, w latach 1956-1971 dyrektorem instytutu Max-Planck-Institut für Geschichte (Towarzystwo Maxa Plancka) w Getyndze, którego był założycielem. Od 1945 do 1988 roku był członkiem kierownictwa Monumenta Germaniae Historica (MGH). Dla MGH zajmował się piśmiennictwem państwowym w późnym średniowieczu, dla komisji Bawarskiej Akademii Nauk wydaniem dokumentów Reichstagu. Od 1952 roku był korespondencyjnym członkiem Bawarskiej Akademii Nauk, a od 1947 członkiem Akademii Nauk w Getyndze.
Heimpel zaliczany jest do najbardziej znaczących niemieckich historyków okresu powojennego. W latach 1953–1955 był przewodniczącym Hochschulrektorenkonferenz. W latach 1957–1958 brano go pod uwagę jako następcę prezydenta Republiki Federalnej Niemiec Theodora Heussa. W 1957 roku odrzucił propozycję przyjęcia mandatu z ramienia SPD w Bundestagu. Wolał poświęcić się pracy naukowej, a jego specjalnością było późne średniowiecze w Niemczech. Cenił pracę opartą na źródłach, ale także ich eseistyczne przedstawienie.
Badania Heimpela doceniono licznymi wyróżnieniami. Miasto Goslar w 1965 roku przyznało mu Kulturpreis (Nagroda Kulturalna). W 1967 roku został odznaczony Wielkim Krzyżem Zasługi Republiki Federalnej Niemiec (Großes Verdienstkreuz). W 1971 roku Uniwersytet we Fryburgu mianował go na doktora honoris causa. W tym samym roku został odznaczony medalem Ehrenmedaille der Stadt Göttingen. W 1976 roku otrzymał medal München leuchtet, w 1984 roku Bawarski Order Maksymiliana, a w 1985 roku nagrodę Sigmund-Freud-Preis für wissenschaftliche Prosa. Poza tym Heimpel był honorowym członkiem Germanische Nationalmuseum i Institut für Österreichische Geschichtsforschung.
Heimpel był także członkiem Akademii Nauk w Moguncji, Akademii Nauk w Heidelbergu, Saksońskiej Akademii Nauk, Royal Historical Society i Niemieckiej Akademii Języka i Literatury.
Od 11 kwietnia 1928 był żonaty z Elizabeth Heimpel (1902-1972). Mieli pięcioro dzieci. 4 maja 1973 roku ożenił się z Ingą Sahl (ur. 1921 w Berlinie).
Jego syn Christian Heimpel opublikował autobiograficzną nowelę Bericht über einen Dieb (Getynga 2004), która zajmuje się między innymi nazistowskim zaangażowaniem profesorów ze Strasburga.

## Pisma
- Die halbe Violine. Eine Jugend in der Residenzstadt München. Stuttgart 1949 (autobiographische Erzählung über die Jugend in München, weitere Auflagen bis 1985), ISBN 3-518-37590-3.
- Der Mensch in seiner Gegenwart. Getynga 1954.
- Kapitulation vor der Geschichte?. Getynga 1957.
- Zwei Historiker, Friedrich Christoph Dahlmann, Jacob Burckhardt, Getynga 1962. (= Kleine Vandenhoeck-Reihe, tom 141)
- Geschichtsvereine einst und jetzt. Getynga 1963.
- Drei Inquisitionsverfahren aus dem Jahre 1425. Akten der Prozesse gegen die deutschen Hussiten Johannes Drändorf und Peter Turnau sowie gegen Drändorfs Diener Martin Borchard. Getynga 1969. (= Veröffentlichungen des Max-Planck-Instituts für Geschichte, tom 24)
- Die Vener von Gmünd und Straßburg 1162–1447. Getynga 1982, ISBN 3-525-35378-2.